# Distrito de Borgne
El distrito de Borgne (en francés arrondissement de Borgne; y en criollo haitiano: awondisman Obòy) es una división administrativa haitiana, que está situada en el departamento de Norte.

## División territorial
Está formado por el reagrupamiento de dos comunas:
- Borgne
- Port-Margot